# Південно-Голицинське газове родовище
Південно-Голицинське газове родовище — належить до Причорноморсько-Кримської нафтогазоносної області Південного нафтогазоносногу регіону України.

## Опис
Розташоване на шельфі Чорного моря в Південно-Каркінітській тектонічній зоні Каркінітсько-Північно-Кримського прогину. Виявлене і розвідане в 1979-1981 рр. Газоносні два піщано-алевритові горизонти у верхній частині середнього майкопу. Порові і порово-тріщинні колектори представлені пісками, алевритами та алевролітами.
Поклади пластові склепінчасті. Запаси початкові видобувні категорій А+В+С1 — 1850 млн м³.